# Kettelviks Stenmuseum

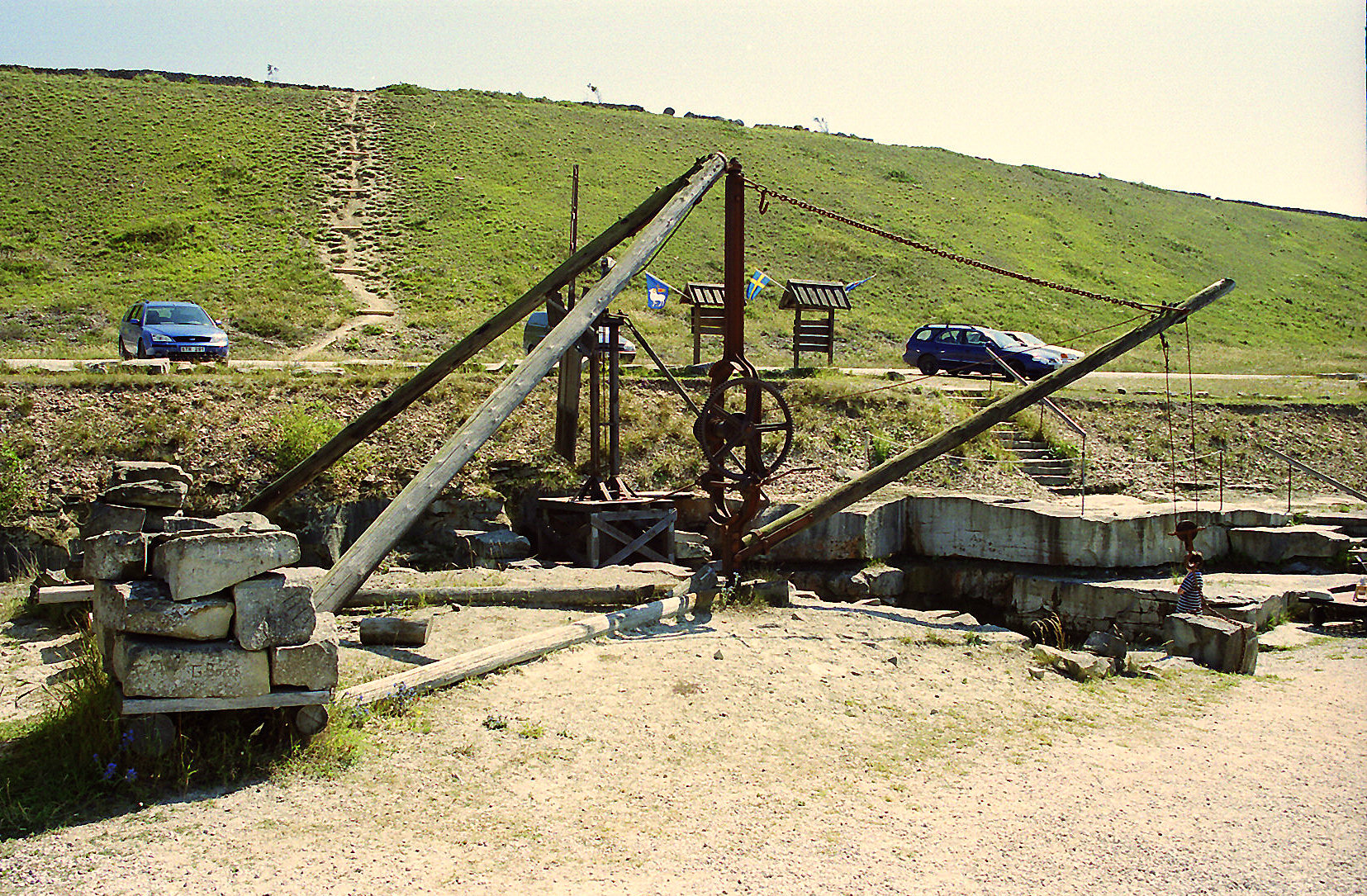
Kettelviks Stenmuseum.

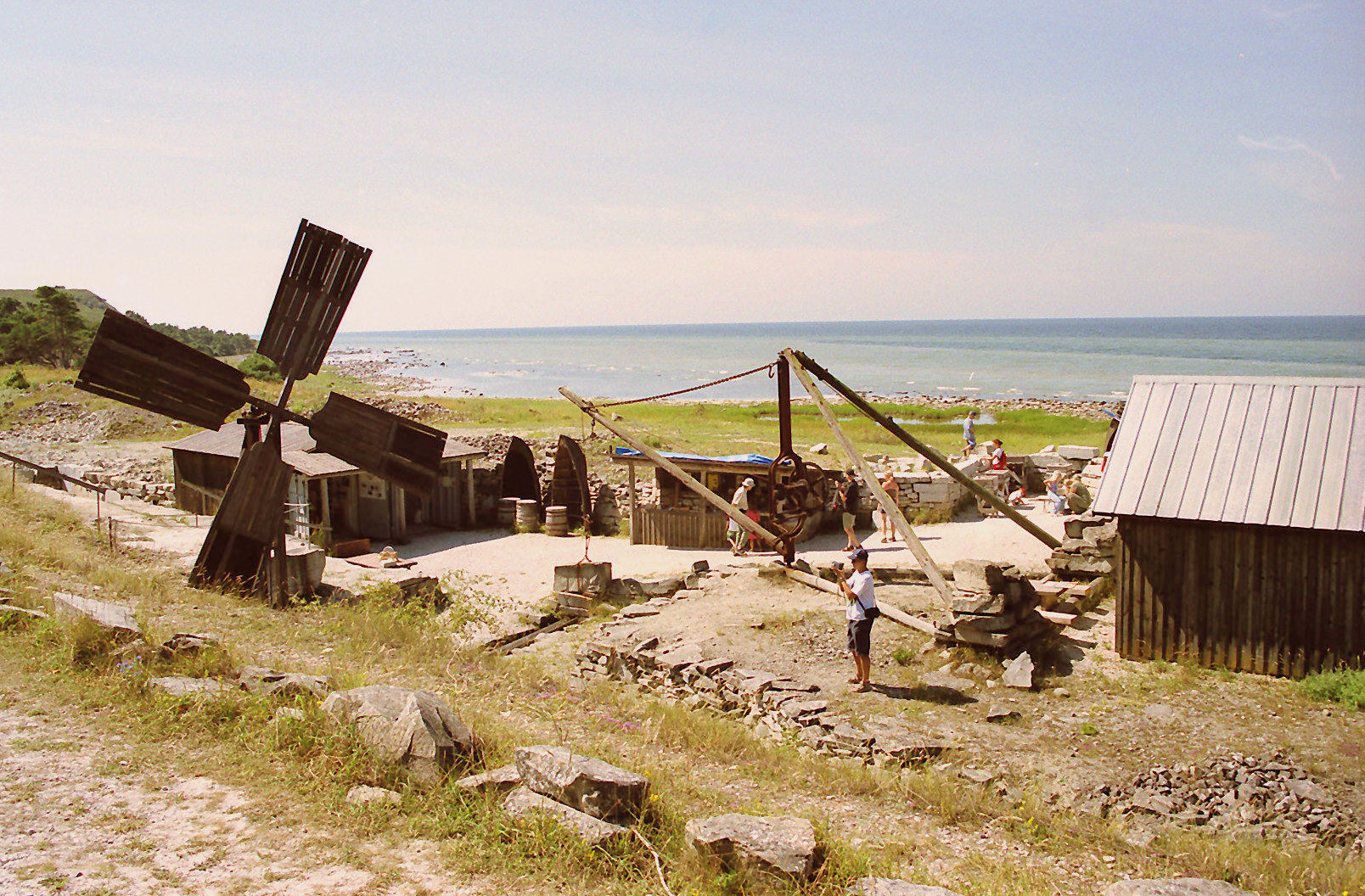
Kettelviks Stenmuseum.

Kettelviks Stenmuseum är ett arbetslivsmuseum i Kettelvik på Gotland. Kettelviks Stenmuseum ligger vid den tidigare stenhuggaren John Larssons stenbrott vid Kettelvik, som varit i gång mellan 1930-talet och 1980-talet. Det visar den gamla arbetsmiljön med kranar och pumpar. I museibyggnaden visas i två rum slipstenens historia, fotografier, verktyg och föremål i sandsten.  
Det mesta materialet, svarv, verktyg med mera i museet härrör från den siste verksamme stenhuggaren Ivar Hansson och skänktes till museet efter hans bortgång av hans son Anders Hansson. 
Museet har byggts upp sedan slutet av 1980-talet av företaget Gotlandsbrynet och stöds av föreningen Kettelvik Stenmuseums Vänner.

## Bilder

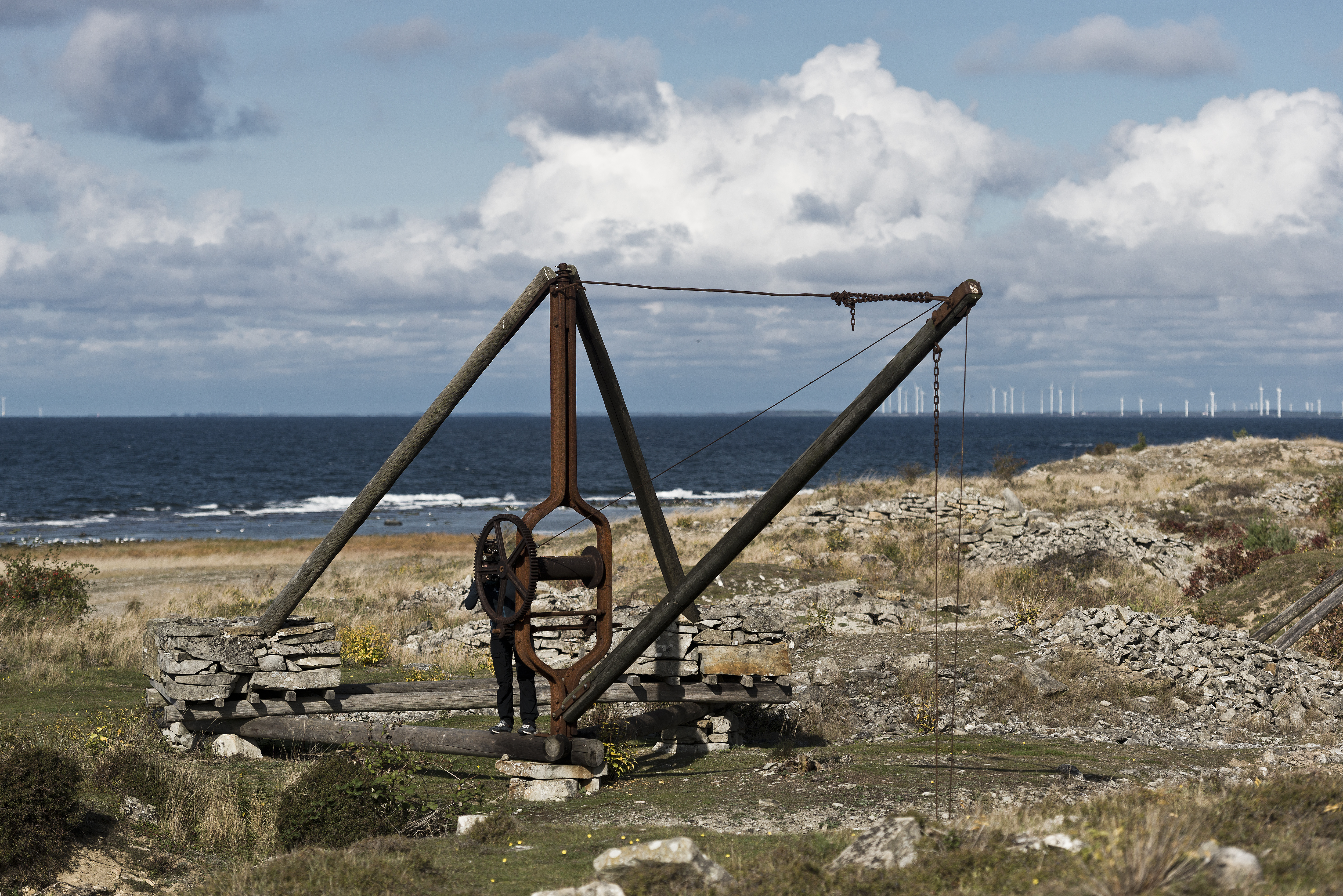
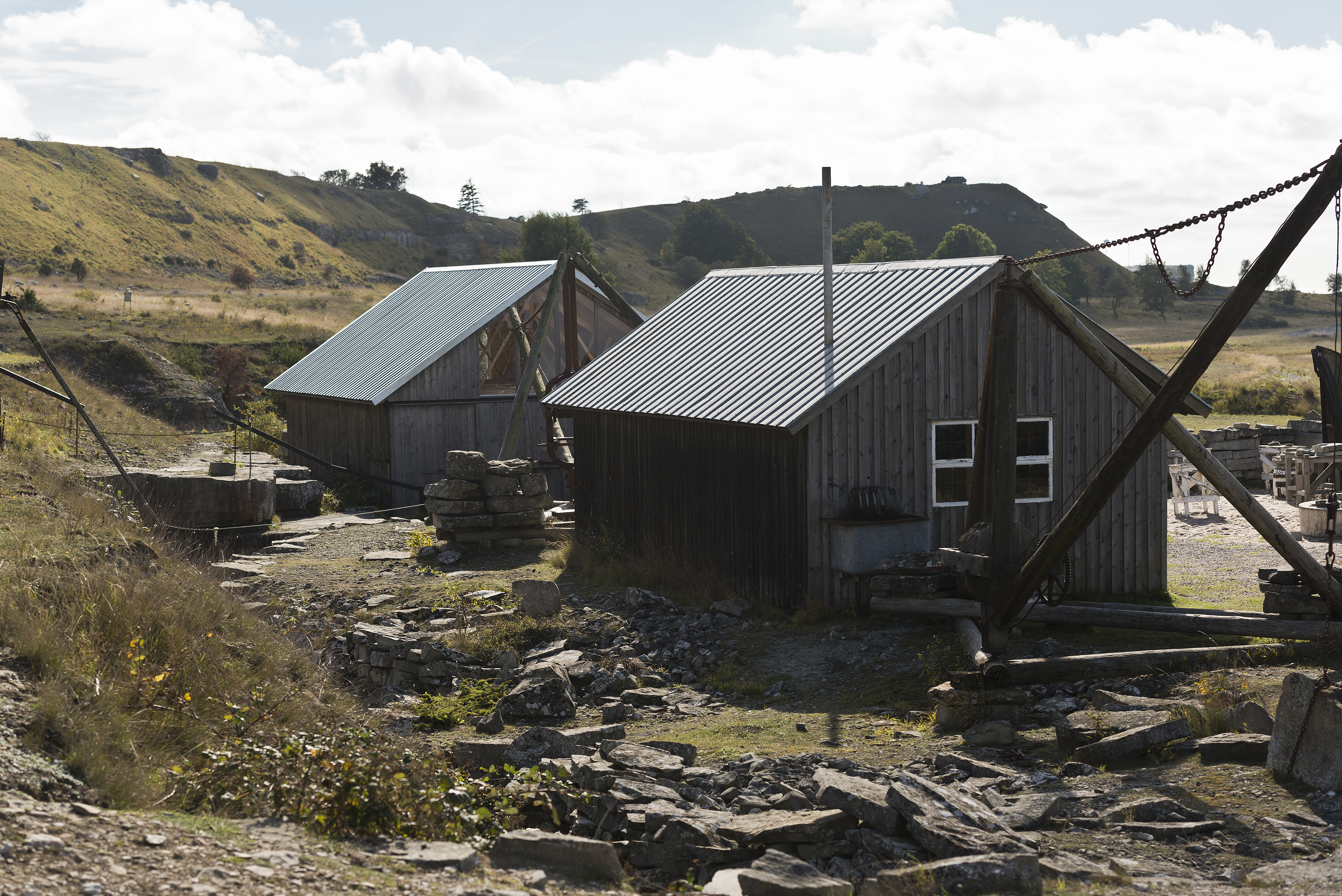
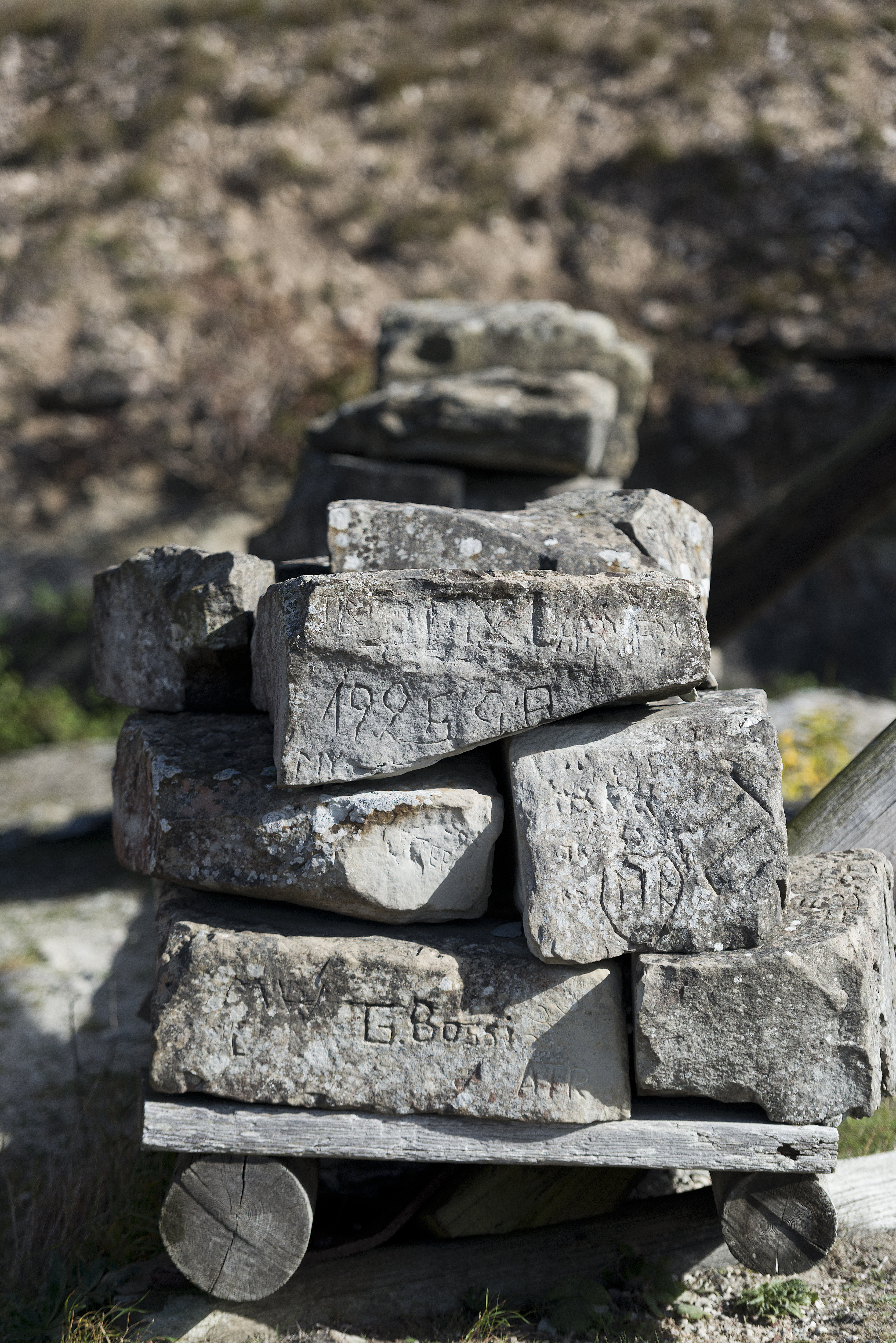
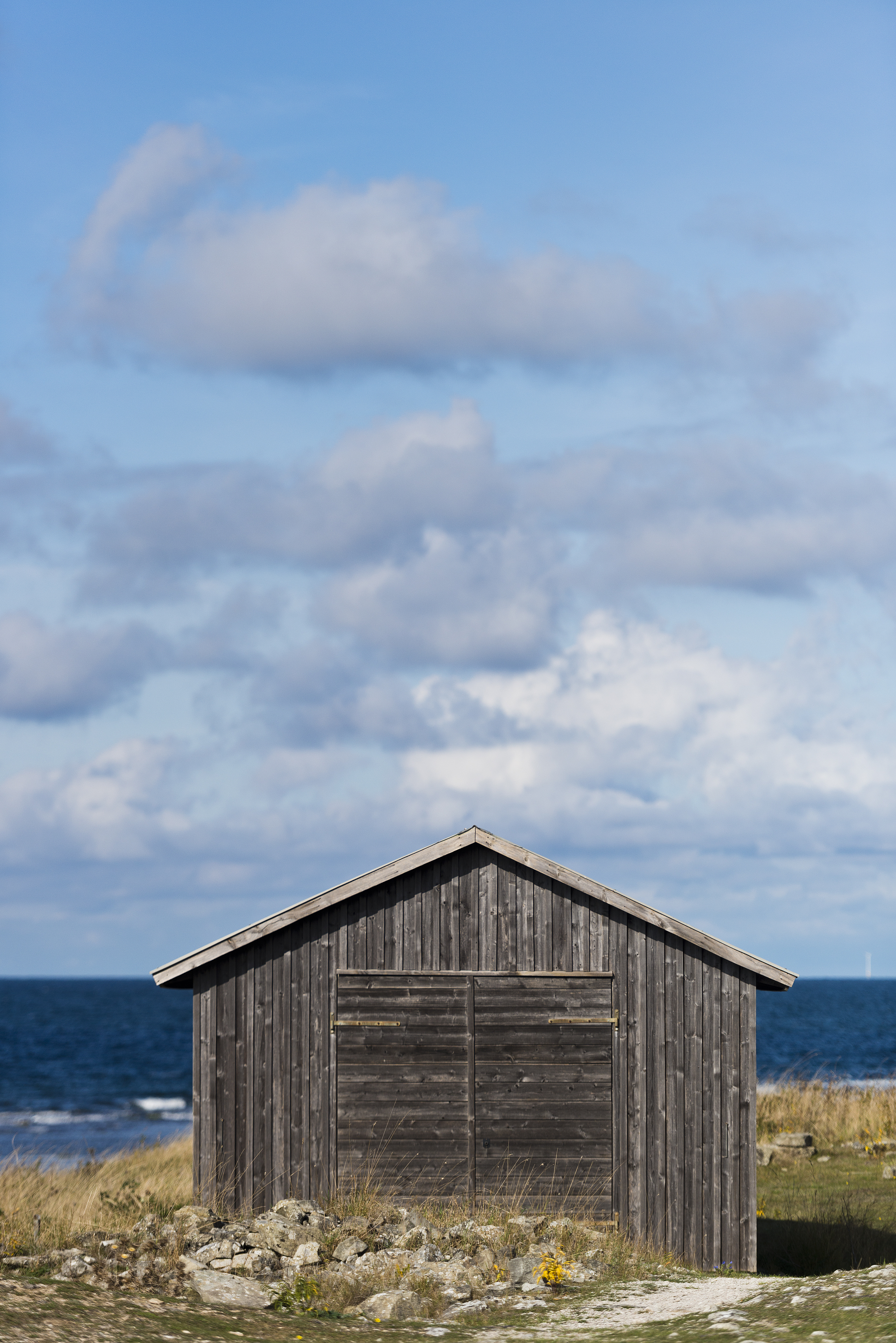

## Se vidare
- Gotlands geologi
- Burgsvikssandsten
- Orsa Slipstensmuseum